# گندر

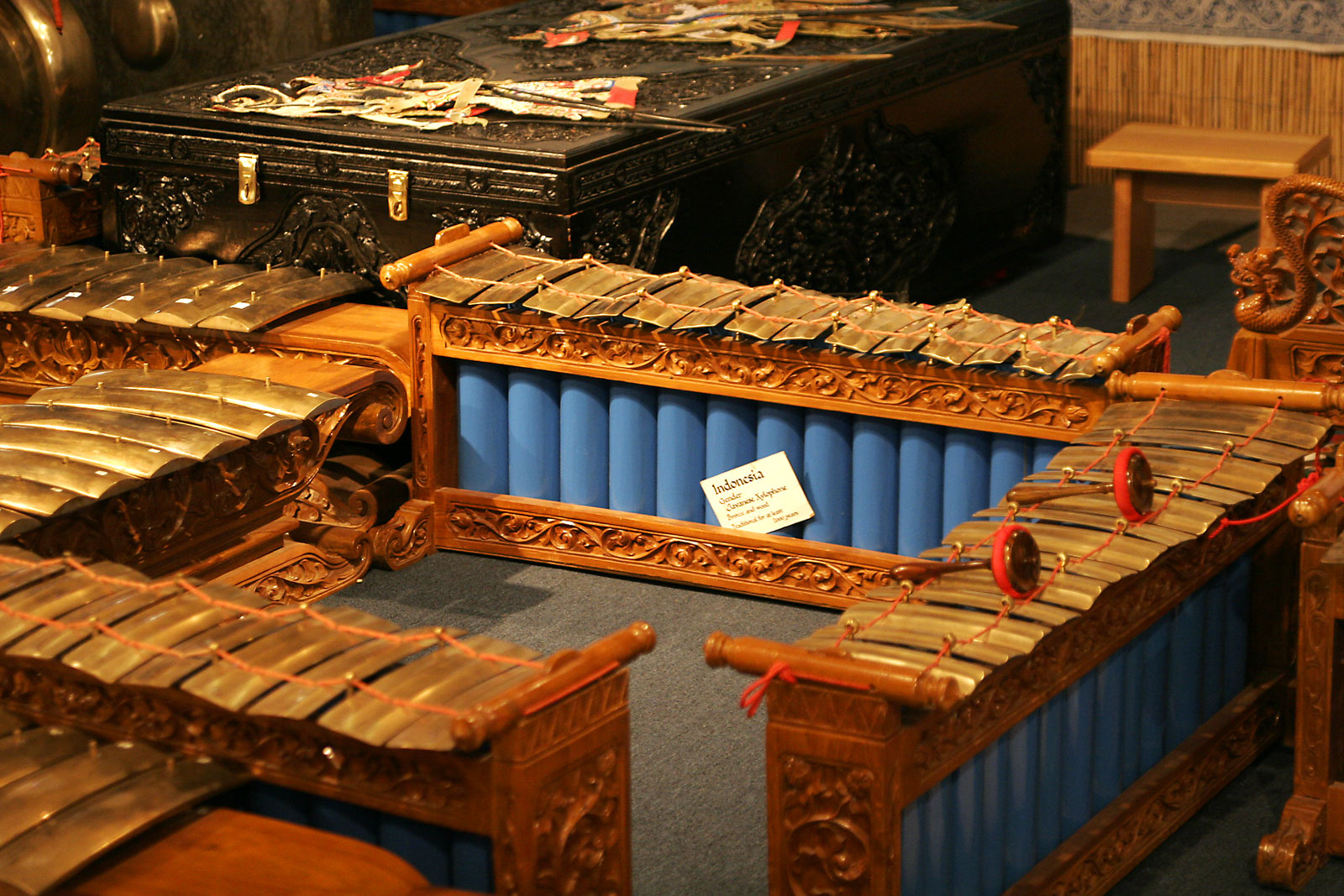
سه گندر جاوه‌ای قائم بر هم قرار داده شده‌اند.

گـِندِر گونه‌ای ساز فلزی است که در موسیقی هم‌نوازی جزایر بالی و جاوه اندونزی به‌کار می‌رود. این گونه موسیقی هم‌نوازی، گامِلان نام دارد.
گندر از ۱۰ تا ۱۴ میله پهن تشکیل شده که کوک و تنظیم شده‌اند و با چکشی چوبی بر آن‌ها کوبیده می‌شود. این میله‌ها بر روی یک محفظه تشدیدکننده قرار دارد که از خیزران یا فلز ساخته شده.
ساز گندر همانندی زیادی با سازهای گانگسا و سارون دارد.